# Новокручинінський
Новокручи́нінський (рос. Новокручининский) — селище міського типу у складі Читинського району Забайкальського краю, Росія. Адміністративний центр та єдиний населений пункт Новокручинінського міського поселення.

## Населення
Населення — 10166 осіб (2010; 9817 у 2002).